# Моррис, Ришар-Габриэль
Ришар-Габриэль Моррис (фр. Richard-Gabriel Morris; 29 ноября 1837, Париж — 18 февраля 1914, Париж), известный также как Габриэль Моррис — французский типограф и рекламодатель, установивший в 1866 году на улицах Парижа рекламные тумбы, впоследствии названные тумбами Морриса

## Биография
Сын парижского печатника Ришара Джеймса Пласида Морриса, который в 1853 году основал в Париже типографию и литографию.
Габриэль стал компаньоном своего отца в начале 1860-х годов, после чего компания сменила название на «Типография отца и сына Морриса».

### Тумба Морриса
В 1868 году отец и сын Моррисы предложили барону Осману оборудовать Париж рекламными тумбами для размещения плакатов и афиш. Несомненно, что за основу были взяты тумбы, разработанные Эрнстом Литфасом в Берлине ещё в 1854 году, а затем в Вене и других городах Германии и Австрии. 1 августа 1868 года был подписан первый контракт с мэрией Парижа стоимостью 14 тысяч золотых франков, по которому на Морриса возлагалось обслуживание тумб, печать и размещение рекламы, а также выставление счетов рекламодателям. Эта привилегия принадлежала Габриэлю Моррису до конца его жизни в 1914 году. В 1898 году цена годовой концессии поднялась до 80 тысяч золотых франков за обслуживание 225 тумб, освещение которых обеспечивал город.
Моррис был офицером Ордена Академических пальм, вице-президентом Общества советников Сены, а также — в качестве хобби — композитором, автором танцевальной музыки.

### Частная жизнь
Габриэль Моррис женился 9 января 1866 года на Берте Дюге, дочери драматурга Фердинанда Дюге. У них родились три дочери, одна из которых стала женой художника Фердинанда Гельдри.